# Arinkin
Arinkin je priimek več oseb:
- Mihail Inokentevič Arinkin (1876–1948), sovjetski general
- Dima Arinkin, matematik